# Dublin Death Patrol
Dublin Death Patrol est un groupe américain de thrash metal, originaire de Dublin, en Californie, actif entre 2006 et 2013. Le groupe est formé en 2006 par Chuck Billy, chanteur de Testament, et Steve Souza, chanteur d'Exodus. Le groupe compte deux albums via Mascot Records : DDP 4 Life, leur premier album, en 2007, et Death Sentence, leur album suivant, en 2012.

## Histoire
Au début, le groupe était composé de sept membres et comprenait, outre les chanteurs Souza et Chuck Billy, le frère de Chuck, Andy Billy, Greg Bustamante et Steve Robello aux guitares électriques, le bassiste Willy Lange et le batteur Dan Cunningham. 
Pendant l'enregistrement du premier album en 2007, DDP 4 Life, trois autres membres rejoignent le groupe : Troy Luccketta à la batterie, le frère de Steve Souza, John Souza, à la basse, et le guitariste Phil Demmel. Une fois l'album terminé, le bassiste Eddie Billy, également frère de Chuck Billy, rejoint le groupe en tant que onzième membre. Après la sortie de l'album, quelques concerts locaux suivent, de sorte que le groupe se composait de huit membres : Chuck Billy et Steve Souza au chant, Willy Lange à la basse, Andy Billy, Steve Robello, Greg Bustamante, et John Hartsinck aux guitares, et Danny Cunningham à la batterie. En 2009, ils tournent ensemble avec Testament et Lääz Rockit.
Pour les tournées de sortie de l'album, tous les membres ne peuvent non plus participer, de sorte que le groupe se composait, outre Chuck Billy et Souza, du bassiste John Souza, du batteur Dan Cunningham, des guitaristes Andy Billy et Greg Bustamante, ainsi que du guitariste John Hartsinck, invité spécial. Peu de temps après, John Hartsinck devait prendre la place de Phil Demmel (bien qu'il semble plutôt qu'il ait pris la place de Steve Robello et que ce dernier ait pris celle de Demmel). En septembre 2010, Souza quitte le groupe.
En 2011, le groupe se produit au Graspop Metal Meeting. Ils sortent plus tard leur deuxième et dernier album en date, Death Sentence, en 2012. En 2013, le groupe ne semble plus en activité.

## Style musical
Le groupe joue du thrash metal classique, qui rappelle les anciens morceaux de Testament et Exodus.

## Discographie
- 2007 : DDP 4 Life
- 2012 : Death Sentence